# Vienenburg (stacja kolejowa)
Vienenburg (niem.: Bahnhof Vienenburg) – stacja kolejowa w Vienenburg, dzielnicy miasta Goslar, w kraju związkowym Dolna Saksonia, w Niemczech. Jest to węzeł kolejowy w regionie Harzvorland
Według klasyfikacji Deutsche Bahn ma kategorię 5.

## Położenie
Stacja znajduje się zaledwie kilka metrów na północ od centrum dzielnicy Vienenburg (część Goslar), w pobliżu niewielkiej rzeki Radau. Na północ od terenu stacji jest Vienenburger See, a nieco dalej na północny zachód wznosi się grzbiet Harly-Wald.

## Linie kolejowe
- Linia Vienenburg – Goslar
- Linia Braunschweig – Bad Harzburg
- Linia Halle – Vienenburg
- Linia Vienenburg – Langelsheim – nieczynna

## Połączenia
| Linia  | Trasa | Takt (min)                 | Przewoźnik kolejowy |
| ------ | --- | -------------------------- | ------------------- |
| HBX    | Goslar – Vienenburg – Wernigerode – Halberstadt – Magdeburg Hbf – Potsdam Hbf – Berlin Ostbahnhof        | jedna para                 | Transdev            |
| RE 4   | Goslar – Vienenburg – Ilsenburg – Wernigerode – Halberstadt – Aschersleben – Könnern – Halle (Saale) Hbf | 120                        | DB Regio Südost     |
| HEX 21 | Goslar – Vienenburg – Ilsenburg – Wernigerode – Halberstadt – Oschersleben (Bode) – Magdeburg Hbf        | 120                        | Transdev            |
| RB 42  | Bad Harzburg – Vienenburg (– Schladen – Börßum – Wolfenbüttel – Braunschweig Hbf)                        | 060 (Pon–Pią) 120 (So–Nie) | erixx               |
| RB 43  | Goslar – Vienenburg – Schladen – Börßum – Wolfenbüttel – Braunschweig                                    | 060 (Pon–Pią) 120 (So–Nie) | erixx               |